# Perugia Calcio 2005-2006
Questa voce raccoglie le informazioni riguardanti il Perugia Calcio nelle competizioni ufficiali della stagione 2005-2006.

## Stagione
Dopo il fallimento dell'Associazione Calcio Perugia della famiglia Gaucci al termine dell'annata precedente, durante l'estate del 2005 viene creata in città una nuova società, il Perugia Calcio, che aderendo al Lodo Petrucci perde la categoria – declassando dalla Serie B alla C1 –, potendo tuttavia mantenersi in continuità con la precedente e conservandone il titolo sportivo.
Stante il cambio societario, il Perugia per questa stagione non partecipa né alla Coppa Italia nazionale né a quella di Serie C.
In vista del nuovo campionato, la squadra biancorossa viene affidata a Paolo Indiani (peraltro già scelto dalla dirigenza Gaucci prima del fallimento, e poi confermato dalla nuova società); ma ancora prima dell'inizio del torneo Indiani firma con la Lucchese, sicché il nuovo Perugia in ricostruzione venne consegnato a Vincenzo Patania, a sua volta sostituito da Paolo Stringara nel girone di ritorno.
Pur restando sempre nelle posizioni di vertice del girone B, i grifoni chiudono la stagione al sesto posto della classifica, mancando di un punto l'accesso ai play-off.

## Rosa
| N. |                    | Ruolo | Calciatore           |
| -- | ------------------ | ----- | -------------------- |
|    | Italia (bandiera)  | D     | Salvatore Accursi    |
|    | Italia (bandiera)  | A     | Antonio Arcadio      |
|    | Italia (bandiera)  | C     | Andrea Bernini       |
|    | Italia (bandiera)  | C     | Gabriele Bevilacqua  |
|    | Italia (bandiera)  | P     | Emanuele Bianchi     |
|    | Francia (bandiera) | A     | Rodrigue Boisfer     |
|    | Italia (bandiera)  | A     | Alessio Campagnacci  |
|    | Italia (bandiera)  | A     | Marco Cellini        |
|    | Italia (bandiera)  | D     | Alessandro Dal Canto |
|    | Mali (bandiera)    | C     | Drissa Diarra        |
|    | Italia (bandiera)  | A     | Luigi Dipasquale     |
|    | Camerun (bandiera) | D     | Patrice Feussi       |
|    | Camerun (bandiera) | D     | Antonio Ghomsi       |

| N. |                    | Ruolo | Calciatore        |
| -- | ------------------ | ----- | ----------------- |
|    | Italia (bandiera)  | C     | Gabriele Goretti  |
|    | Italia (bandiera)  | C     | Mirko Guadalupi   |
|    | Italia (bandiera)  | D     | Massimo Lo Monaco |
|    | Italia (bandiera)  | A     | Andrea Lombardo   |
|    | Italia (bandiera)  | D     | Davide Mandorlini |
|    | Brasile (bandiera) | C     | Adriano Mezavilla |
|    | Albania (bandiera) | A     | Florian Myrtaj    |
|    | Italia (bandiera)  | P     | Andrea Pinzan     |
|    | Italia (bandiera)  | C     | Luca Puccinelli   |
|    | Italia (bandiera)  | C     | Simone Rizzato    |
|    | Italia (bandiera)  | D     | Antonio Rizzo     |
|    | Italia (bandiera)  | D     | Gill Voria        |
|    | Italia (bandiera)  | C     | Jacopo Zagaglioni |

## Risultati

### Serie C1

#### Girone di andata
| Arbitro: | Scoditti (Bologna) |

|             |           |                  |
| Di Vito 88’ | Marcatori | 69’, 86’ Cellini |

| Perugia 4 settembre 2005 2ª giornata | Perugia              | 0 – 0 | Torres | Stadio Renato Curi\| Arbitro: \| Ferrandini (Sondrio) \| |
| Arbitro:                             | Ferrandini (Sondrio) |       |        |                                                          |

| Arbitro: | Tommasi (Bassano del Grappa) |

|                         |           |  |
| Ambrosi 20’, 64’ (rig.) | Marcatori |  |

| Arbitro: | Giglioni (Siena) |

|                                             |           |           |
| Dipasquale 9’ (rig.) Diarra 53’ Arcadio 88’ | Marcatori | 75’ Mitri |

| Arbitro: | Baratta (Salerno) |

|                   |           |             |
| F. Di Gennaro 17’ | Marcatori | 57’ Cellini |

| Arbitro: | Valeri (Roma) |

|                            |           |               |
| Dipasquale 68’ Arcadio 73’ | Marcatori | 90+1’ A. Moro |

| Arbitro: | Russo (Nola) |

|              |           |                             |
| M. Rossi 54’ | Marcatori | 6’ Mezavilla 50’ Dipasquale |

| Arbitro: | Damato (Barletta) |

|            |           |            |
| Peluso 20’ | Marcatori | 48’ Ghomsi |

| Arbitro: | Tommasi (Bassano del Grappa) |

|                                  |           |            |
| Cellini 37’ (rig.) Mezavilla 50’ | Marcatori | 25’ Baiano |

| Arbitro: | Pierpaoli (Firenze) |

|                                            |           |             |
| Bellè 12’, 39’ Ginestra 54’ Di Nardo 90+4’ | Marcatori | 41’ Cellini |

| Arbitro: | Cavarretta (Trapani) |

|             |           |             |
| Cellini 21’ | Marcatori | 80’ Zizzari |

| Arbitro: | Orsato (Schio) |

|                    |           |            |
| Arcadio 78’ (rig.) | Marcatori | 41’ Polani |

| Arbitro: | Salati (Trento) |

|                |           |  |
| Levacovich 72’ | Marcatori |  |

| Arbitro: | Celi (Bari) |

|             |           |  |
| Cellini 26’ | Marcatori |  |

| Arbitro: | Zanzi (Lugo di Romagna) |

|            |           |  |
| Masini 13’ | Marcatori |  |

| Arbitro: | Lena (Ciampino) |

|                                      |           |              |
| Facci 28’ (aut.) A. Mandorlini 90+3’ | Marcatori | 52’ Alfageme |

| Arbitro: | Scoditti (Bologna) |

|                   |           |  |
| Piccioni 43’, 69’ | Marcatori |  |

#### Girone di ritorno
| Arbitro: | Forconi (Aprilia) |

|                              |           |  |
| Cellini 12’, 67’ Goretti 90’ | Marcatori |  |

| Arbitro: | Barbirati (Ferrara) |

|                  |           |  |
| Tozzi Borsoi 84’ | Marcatori |  |

| Arbitro: | Gervasoni (Mantova) |

|             |           |  |
| Cellini 67’ | Marcatori |  |

| Arbitro: | Rubino (Salerno) |

|                       |           |  |
| Mitri 59’ Tassone 88’ | Marcatori |  |

| Arbitro: | Barletta (Bernalda) |

|              |           |  |
| Diarra 90+3’ | Marcatori |  |

| Arbitro: | Vuoto (Livorno) |

|                            |           |  |
| Giordano 66’ Cantoro 90+3’ | Marcatori |  |

| Perugia 24 febbraio 2006 24ª giornata | Perugia     | 0 – 0 | Massese | Stadio Renato Curi\| Arbitro: \| Bo (Genova) \| |
| Arbitro:                              | Bo (Genova) |       |         |                                                 |

| Arbitro: | Valeri (Roma) |

|                    |           |  |
| Cellini 36’ (rig.) | Marcatori |  |

| San Giovanni Valdarno 12 marzo 2006 26ª giornata | Sangiovannese  | 0 – 0 | Perugia | Stadio Virgilio Fedini\| Arbitro: \| Orsato (Schio) \| |
| Arbitro:                                         | Orsato (Schio) |       |         |                                                        |

| Arbitro: | Damato (Barletta) |

|                    |           |                          |
| Cellini 54’ (rig.) | Marcatori | 33’ Ischia 90+2’ Martini |

| Arbitro: | Russo (Nola) |

|            |           |  |
| Zizzari 9’ | Marcatori |  |

| Arbitro: | Scoditti (Bologna) |

|                    |           |  |
| Cipolla 75’ (rig.) | Marcatori |  |

| Arbitro: | Zanardo (Conegliano) |

|                         |           |                        |
| Bernini 67’ Cellini 84’ | Marcatori | 53’ Abate 78’ Gambuzza |

| Arbitro: | Salati (Trento) |

|                           |           |  |
| Calaiò 20’ Capparella 66’ | Marcatori |  |

| Arbitro: | Orsato (Schio) |

|                          |           |                     |
| Guadalupi 45’ Diarra 81’ | Marcatori | 90+5’ F. Di Gennaro |

| Arbitro: | Baratta (Salerno) |

|                               |           |                                       |
| G. D'Alessandro 33’ Nieto 81’ | Marcatori | 10’ Arcadio 43’ Guadalupi 85’ Cellini |

| Arbitro: | Palazzino (Ciampino) |

|                  |           |             |
| Cellini 38’, 87’ | Marcatori | 62’ Barusso |